# Vä landskommun
Vä landskommun var en tidigare kommun i dåvarande Kristianstads län.

## Administrativ historik
När 1862 års kommunalförordningar trädde i kraft inrättades över hela landet cirka 2 500 kommuner.
I Vä socken i Gärds härad i Skåne inrättades då denna landskommun.
Vid kommunreformen 1952 bildade den storkommun då Köpinge och Skepparslöv lades samman med Vä, vilket blev namnet på den nya kommunen.
Som ett led i bildandet av Kristianstads kommun uppgick Vä 1967 i Kristianstads stad som 1971 ombildades till Kristianstads kommun.
Kommunkoden var 1114.

### Kyrklig tillhörighet
I kyrkligt hänseende tillhörde kommunen Vä församling. Den 1 januari 1952 tillkom Köpinge församling och Skepparslövs församling.

## Kommunvapen
Blasonering: I blått fält ett uppskjutande krenelerat torn av silver med rundbågad röd port, belagd med högra delen av ett hjul i silver, och med röd kupol försedd med ribbor av silver och prydd med kula av silver överst.
Väs kommunvapen, vilket har sitt ursprung i det medeltida stadsvapnet, äldst bevarat från 1535, fastställdes av Kungl. Maj:t den 17 augusti 1960 och förlorade sin giltighet då kommunen upphörde år 1967. 

## Geografi
Vä landskommun omfattade den 1 januari 1952 en areal av 102,14 km², varav 101,47 km² land.

### Tätorter i kommunen 1960
| Tätort          | Folkmängd |
| --------------- | --------- |
| Vä              | 1 014     |
| Gärds Köpinge   | 491       |
| Skepparslöv     | 249       |
| Öllsjö, del ava | 198       |

Tätortsgraden i kommunen var den 1 november 1960 47,4 procent.

## Politik

### Mandatfördelning i valen 1938-1962
| 10 | 10 |

| 19 |

| 10 | 10 |

| 18 |

| 11 | 9 |

| 20 |

| 19 | 9 | 5 | 2 |

| 35 |

| 18 | 7 | 6 | 4 |

| 34 |

| 17 | 8 | 5 | 5 |

| 32 |

| 18 | 8 | 5 | 4 |

| 31 |